# Nyugattól keletre, avagy a média diszkrét bája
A Nyugattól Keletre, avagy a média diszkrét bája 1993-ban forgatott, 1994-ben bemutatott színes, road movie jellegű magyar filmvígjáték, Dárday István és Szalai Györgyi rendezésében.

## Cselekmény
Ivándzsó Béla árufuvarozó néhány szakadt alakkal egy hátrahagyott GAZ–66 típusú teherautó platóján szállít egy kikapcsolhatatlan és elpusztíthatatlan óriás-gyártmányú Orion televíziót Budapestről egy Hercegszántó melletti kis Dél-Alföldi faluba. A televízió alatt egyúttal fegyvereket csempésznek le a határra a délszláv háborúhoz. A film ügyefogyott szereplői a reklámokat ontó televízióval együtt robognak át a rendszerváltás Magyarországának vizuális világán.

## Szereplők
- Szőke András – Apró
- Badár Sándor – Meló
- Szabó Győző – Bukta
- Regős János – Ivándzsó Béla
- Molchaverser Tamás – Cérnametélt
- Bálint Antónia
- Nádasi László
- Zsédenyi Adrienn
- Berzsenyi Zoltán
- Benke László
- Keresztes 'Cintula' Tibor
- Hunyadi 'Alex' Sándor
- Mosolygó Gyula
- Beleznai Imre

## Díjak
- 1994: Magyar Filmszemle: A Fővárosi Önkormányzat Díja Szőke Andrásnak.

## Televíziós megjelenés
Duna TV, HBO, RTL Klub, m2, Filmmúzeum, Duna II Autonómia, M3, M5

## Külső hivatkozások
- PORT.hu
- IMDb.com
- FilmKatalógus.hu
- Kritikustömeg.org
- FilmVilág.hu
- Filmkultura.hu